# Diphya albula
Diphya albula är en spindelart som först beskrevs av Paik 1983.  Diphya albula ingår i släktet Diphya och familjen käkspindlar. Inga underarter finns listade i Catalogue of Life.